# Rozseč (ort i Tjeckien, lat 49,36, long 16,22)
Rozseč är en ort i Tjeckien.   Den ligger i regionen Vysočina, i den östra delen av landet, 150 km sydost om huvudstaden Prag. Rozseč ligger 497 meter över havet och antalet invånare är 108.
Terrängen runt Rozseč är huvudsakligen platt, men österut är den kuperad. Terrängen runt Rozseč sluttar österut. Runt Rozseč är det ganska glesbefolkat, med 34 invånare per kvadratkilometer. Närmaste större samhälle är Velké Meziříčí, 15,0 km väster om Rozseč. Trakten runt Rozseč består till största delen av jordbruksmark.